# 椎名ゆな
椎名 ゆな（しいな ゆな、1986年11月18日 - ）は、日本のAV女優。C-more Entertainment所属。

## 略歴
2009年5月に『New Comer』でMAX-A専属女優としてAVデビュー。デビュー当時はロータスグループ所属。また12月には、PREMIUM（プレミアム）に移籍し『椎名ゆな、セル解禁。』でセルデビュー。
2011年11月よりメーカー専属を離れ、企画単体女優として活動した後、2015年に引退した。
2023年2月16日に自身のTwitterでAV復帰を報告し、同年3月よりマドンナ専属女優となる。事務所は引退中に前所属事務所が解散していたことに伴い、C-more Entertainment所属にする。
同年11月13日週FANZA通販フロアランキングにて、『『復活』あの人気シリーズが極上の美熟女で再始動―。 密着セックス ～教師と生徒が同窓会で急接近…目覚めた不貞関係～ 椎名ゆな』が初登場6位を記録。
2025年2月17日週FANZA通販フロアランキングにて、出演作『マドンナALL専属バスツアー2025 ハーレムを掴み取った男たちが極上の美女を独占!! 酒池肉林のお祭りはまだまだ続く!! 夢の大共演＆大乱交FESTIVAL!! 後編』が初登場8位となる。

## 人物
- 趣味：イラスト・ドライブ
- 特技：料理

## 作品

### アダルトビデオ
- New Comer 椎名ゆな（5月8日、MAX-A）
- 新着パーフェクトボディを犯す! 椎名ゆな（6月12日、MAX-A）
- OL STYLE 制服のままイカせて 椎名ゆな（7月10日、MAX-A）
- 東京ランジェリーコレクション 椎名ゆな（8月14日、MAX-A）
- 女教師狩り in 椎名ゆな（9月11日、MAX-A）
- 制服狩り 椎名ゆな（10月9日、MAX-A）
- 椎名ゆな、セル解禁。（DVD：12月7日、BD：2010年1月1日、PREMIUM）

- ノーパン女教師 椎名ゆな（1月7日、PREMIUM）
- 椎名ゆな グラマラス6本番スーパーラグジュアリー（DVD：2月7日、BD：3月1日、PREMIUM）
- 接吻、フェラチオ、グラマラス。 椎名ゆな（3月7日、PREMIUM）
- デキる女の逆セクハラ・オフィス 。 椎名ゆな（4月7日、PREMIUM）
- 快姦、グラマラス。 椎名ゆな（5月7日、PREMIUM）
- 失禁お漏らし女教師 椎名ゆな（7月7日、PREMIUM）
- 監禁凌辱 ～恋人の目の前で徹底輪姦～ 椎名ゆな（8月7日、PREMIUM）
- 麗しの競泳水着インストラクター 椎名ゆな（9月7日、PREMIUM）
- 失禁OL痴漢地獄 椎名ゆな（10月7日、PREMIUM）
- 大失禁ナース 椎名ゆな（11月7日、PREMIUM）
- PREMIUM STYLISH SOAP 椎名ゆな（12月7日、PREMIUM）

- 美画裸 ～BIERA～ 椎名ゆな（1月7日、PREMIUM）
- もしも椎名ゆながいろんなところで全裸になったら…。（2月4日、PREMIUM）
- 凌辱に捧げた姉妹愛 椎名ゆな 麻生香月（5月7日、アタッカーズ）
- あなた、許して…。 -あやまち- 椎名ゆな（6月3日、アタッカーズ）
- 奴隷ソープに堕とされた女教師 椎名ゆな（7月1日、アタッカーズ）
- 椎名ゆながあなたのお宅で家庭教師します（7月31日、BeFree）
- 奴隷色のステージ 16 椎名ゆな 水沢真樹（8月7日、アタッカーズ）
- 美人女医、凌辱の日々。望まない絶頂が悔しくて 椎名ゆな（9月7日、アタッカーズ）
- 奴隷捜査官 2 椎名ゆな 矢吹杏 小滝みい菜（10月7日、アタッカーズ）
- 恥ずかしいわたし 14 椎名ゆな（11月1日、プレステージ）
- 幻母 夫不在、今夜は息子と二人きり。 椎名ゆな（11月1日、VENUS）
- TOKYO25時 大都会不倫事情 Vol.08（11月1日、プレステージ）
- 全裸家政婦 椎名ゆな（11月5日、SODクリエイト）
- 豊乳妻発情期 07（11月10日、プレステージ）※「椎名さん (26) Fカップ」名義
- 欲張り主婦の性衝動 10 高学歴でエレガントな柔乳妻（11月22日、プレステージ）※「ゆなさん」名義
- 近所の男達に弄ばれた僕の妻 2 椎名ゆな（12月1日、プレステージ）
- 近親相姦 寝取られ物語 嫁と弟の過激交尾に興奮するインポ夫 椎名ゆな（12月19日、VENUS）
- ノーブラせんせい。 ～家庭教師は僕の義姉～ 椎名ゆな（12月23日、宇宙企画）
- 義父に犯されて… 美嫁いぢり 椎名ゆな（12月25日、マドンナ）

- イキまくりたい募集巨乳新妻 3 椎名ゆな（1月11日、プレステージ）
- 湯けむり近親相姦 母子入浴交尾 椎名ゆな（2月1日、VENUS）
- 家庭教師ゆな先生の中出し授業（2月7日、BeFree）
- 近所で評判の美人妻は男たちを狂わせる敏感媚肉妻 椎名ゆな（2月7日、桃太郎映像出版）
- 奴隷オークション3 CODE:No.303 堕とされたファッションデザイナー清家恭子 椎名ゆな（2月7日、アタッカーズ）
- 近所に住む人妻家庭教師 ～教え子を誘惑し発散しまくる欲求不満妻～ 椎名ゆな（2月10日、プレステージ）
- 緊縛解禁鬼イカセ 椎名ゆな（2月24日、REAL）
- ギュッと締め付けてくる淫膣 椎名ゆな（2月25日、オーロラプロジェクト・アネックス）
- 乳首快楽Men’sサロン ゾクゾクしながら… 癒されたい 椎名ゆな（3月5日、ドリームチケット）
- みるスポ! 椎名ゆな（3月7日、みるきぃぷりん♪）
- 近親相姦 7 鬼畜父と義母（3月11日、LEO）
- 若妻 奴隷契約書 椎名ゆな（3月13日、溜池ゴロー）
- 近親相姦 酔いどれ主婦の乱痴気交尾 椎名ゆな（3月19日、VENUS）
- 旦那の上司に弄ばれ同居の義父に見つかり犯されながらも感じてしまう若妻 椎名ゆな（3月22日、ヒビノ）
- 出産して急激に感度があがったママチャリ早漏妻 4（2012/03/22日、ナチュラルハイ）
- 逆恨みされレイプされる女たち II（3月25日、ハヤブサ）
- 女捜査官 薬漬け性奴隷 椎名ゆな（4月5日、アイエナジー）
- 接吻奴隷 椎名ゆな（4月6日、ワープエンタテインメント）
- 嫁姑レズ調教 ～忘却の彼方に潜む姑の淫猥な欲望～ 椎名ゆな 翔田千里（4月7日、マドンナ）
- 椎名ゆな PREMIUM BOX4枚組16時間（4月7日、PREMIUM）※単体ベスト
- 隣の妻は性処理相手 椎名ゆな（4月19日、タカラ映像）
- 女教師in… [脅迫スイートルーム] Teacher Yuna (25) 椎名ゆな（4月20日、ドリームチケット）
- 昼下がりの若妻凌辱団地 2号棟 ～欲望が渦巻く新都市開発地区～ 七咲楓花 椎名ゆな（5月7日、マドンナ）
- 美しく色っぽい兄嫁は弟を悪友達から守ろうと弟の前で陵辱された 椎名ゆな（5月10日、ヒビノ）
- 奇跡の確率で起きた近親相姦ハプニング 偶然息子のチ○ポが挿さって感じちゃったママ 2（5月10日、ROCKET）
- 疼イテル身体 椎名ゆな（5月13日、E-BODY）
- おんなともだち 北条麻妃 椎名ゆな（5月19日、ゆり★ゆり）
- ヤリたい女 椎名ゆな（6月13日、ハヤブサ）
- 幻母 子連れ女狼 椎名ゆな（6月19日、VENUS）
- もう貴方無しでは生きられません。不倫中毒ドキュメント 椎名ゆな（6月20日、ネクスト）
- ツン顔でイキガマンするオンナ教師 椎名ゆな（6月22日、ワープエンタテインメント）
- 痴女のイヤラしい体液 椎名ゆな（6月25日、美）
- 人妻寝撮られ奴隷契約 椎名ゆな（7月1日、ワンズファクトリー）
- 色っぽい年上の女教師 若い欲望の罠に掛かり性処理ペットにされる 椎名ゆな（7月5日、ヒビノ）
- 緊縛絶頂鬼イカセ 椎名ゆな（7月13日、REAL）
- レイプされたのに感じちゃうワタシ…自ら尻振る淫乱女（7月15日、STAR PARADISE）
- 椎名ゆなの挑発パンチラとSEX 積極的なオンナの子!覚悟してね!男子たち!（8月1日、プレステージ）
- ドリシャッ!! 椎名ゆな（8月3日、ワープエンタテインメント）
- PREMIUM STYLISH SOAP V.I.P 2輪車180分スペシャル アンジェ 椎名ゆな（8月7日、PREMIUM）
- 淫語痴女 椎名ゆな（9月19日、ドグマ）
- アカデミックハラスメント女教師レズいぢめ 糸矢めい 椎名ゆな 南梨央奈（9月19日、クロス）
- ママのリアル性教育 椎名ゆな（9月20日、グローリークエスト）
- 働く美女と性交 椎名ゆな（9月21日、ドリームチケット）
- 淫らな腰振りノーパン巨尻痴女 椎名ゆな（10月1日、Fitch）
- ベランダから男を誘惑する人妻 椎名ゆな（10月4日、GQE）
- モデルハウスで代わる代わる犯され続ける不動産販売員 椎名ゆな（10月13日、マルクス兄弟）
- 童貞クリニック 3 キスもフェラもセックスも知らない僕が、憧れの優しいナースさんと夢の初体験スペシャル（11月8日、SODクリエイト）
- 黒パンスト × タイトスカート エロチシズム III（11月25日、アロマ企画）
- 超絶品BODYドリーム大乱交SPECIAL JULIA さとう遥希 椎名ゆな あすか光希（12月1日、MOODYZ）
- またがりたい… 椎名ゆな（12月7日、ワープエンタテインメント）
- 一日ホテル監禁 椎名ゆな（12月19日、ドグマ）
- S級熟女コンプリートファイル 椎名ゆな 4時間（12月19日、VENUS）※単体ベスト

- ギャル家庭教師ゆな先生の中出し授業 椎名ゆな（1月7日、BeFree）
- すぐに破れるコンドーム × 椎名ゆな（1月25日、EROTICA）
- 近親〖無言〗相姦 隣にお父さんがいるのよ… 椎名ゆな（2月1日、VENUS）
- 緊縛絶叫鬼イカセ 椎名ゆな（2月8日、REAL）
- 汗ばむカラダ、濃厚オヤジ性交 椎名ゆな（2月13日、MOODYZ）
- 接客中に顔を紅潮させながら感じまくるパート妻 3～花屋、お弁当屋、健康ランド、清掃員～（2月21日、ナチュラルハイ）
- ドスケベ痴女の強淫訪問!椎名ゆなが突然やって来て、玄関先でチンポを握って即尺してきたっ! 椎名ゆな（2月25日、マルクス兄弟）
- 淫乱W痴女係長-男の五感を究極に興奮させる極上の責め- 椎名ゆな 水澤まお（2月25日、美）
- 美人潜入捜査官 椎名ゆな（3月1日、ワンズファクトリー）
- 家庭教師のお姉さんが丁寧に優しく教えてあげる 椎名ゆな / 春原未来 / 舞咲みくに（3月8日、TMA）
- 身近な女性のふとした瞬間に見える無防備な下着のライン/尻/美脚に興奮して見とれていると…（3月12日、DOC）
- 突如始まる中出しゲリラ交尾 椎名ゆな（3月16日、MAXING）
- 白目をむいてイッちゃった 椎名ゆな（3月19日、乱丸）
- 人妻の何気ない色気につられ、ガン見してしまった僕はそのいやらし過ぎるそのカラダに耐えられずに…（4月11日、DOC）
- 奇跡のカラダ Special 4時間（4月12日、BAZOOKA）
- 椎名ゆな × ボンテージQUEEN（4月16日、MAXING）
- ザーメン肉便器にされたOL 椎名ゆな（4月25日、マルクス兄弟）
- パンチラお姉さんの誘惑（4月25日、マルクス兄弟）
- 舞ワイフ～セレブ倶楽部～ 49（4月25日、AROUND）※「竹下彩」名義で出演。
- 濃厚、密着、セックス。 椎名ゆな（5月7日、PREMIUM）
- 絶対!! ベスト 8じかん。 椎名ゆな（5月3日、ワープエンタテインメント）※単体ベスト
- 絶品痴女大乱交 小早川怜子 椎名ゆな ASUKA 乃亜（5月13日、MOODYZ）
- 「ナマで入っちゃった!」 オイル素股でチ○ポをマ○コに擦りつけてたら、気持ち良すぎて生挿入! 中出しセックスまでヤッちゃった風俗嬢たち 2（5月16日、グローリークエスト）
- 堕ちてゆく人妻 義兄に種付けされて 椎名ゆな（5月21日、DOC）
- スチュワーデス、ゆな 本能で感じる中出し性交 椎名ゆな（6月7日、BeFree）
- 美しき潜入捜査官集団レイプ輪姦 かすみりさ 椎名ゆな さとう遥希（6月13日、MOODYZ）
- 夢の超高級ハミ乳ハーレムエステサロン 川上ゆう かすみりさ 椎名ゆな（6月14日、BAZOOKA）
- 迷惑メールに欲情するレベルの末期症状（6月28日、BALTAN）
- 本能の汗まみれ濃厚3SEX 椎名ゆな（7月1日、蜜月）
- 麗しのマネキン夫人～人形に恋した男の妄想セックス～ 椎名ゆな（7月7日、VENUS）
- 鍵を落とす人妻 椎名ゆな（7月13日、溜池ゴロー）
- レズ奴隷 VOL.8 主従狡翻・崩れ落ちる気品高い女社長の威厳 椎名ゆな 芹沢つむぎ 水澤まお（7月13日、DEEP'S）
- キスからはじまる母と息子の愛情、密着、濃厚セックス 椎名ゆな（7月19日、VENUS）
- 青姦露出 -絶品BODY美痴女の抑えられない衝動- 椎名ゆな（7月25日、美）
- 完全なる飼育 第三章 狙われた美女とオヤジの苦悩… 檻の中の人形飼育 椎名ゆな 26歳（7月25日、グローバルメディアエンタテインメント）
- 生徒に自宅を乗っ取られた若妻女教師 美人妻が奴隷ペットと化す3日間の凌辱劇 椎名ゆな（8月1日、ワンズファクトリー）
- タイトスカート女教師 椎名ゆな（8月13日、MOODYZ）
- 湯けむり温泉レズ美アン 女将と人妻の秘湯欲情レズ 江波りゅう 椎名ゆな（8月13日、U＆K）
- ガン反りチ○ポで椎名ゆなをイカセ続ける（9月1日、ワンズファクトリー）
- 椎名ゆな PREMIUM BOX SEX SPECIAL 4枚組16時間（9月7日、PREMIUM）※単体ベスト
- 逆回春ハネ腰痙攣エステサロン 椎名ゆな（10月13日、MOODYZ）
- 下宿先の奥さんがエロすぎて… 椎名ゆな（10月13日、VENUS）
- 人妻監禁淫行アパート 椎名ゆな（10月16日、MAXING）
- 上品な手淫 弩助平な手淫を仕込まれた褌妾 椎名ゆな（10月19日、ドグマ）
- 逆レイプW痴女 -卑猥なカラダで徹底的に男を犯ス- 波多野結衣 椎名ゆな（10月25日、美）
- 10発中出しするまで勃起させちゃうお姉様SEXテクニック 椎名ゆな（11月1日、ワンズファクトリー）
- THE BEST OF 椎名ゆな（11月7日、アタッカーズ）
- 完全主観レイプ ～あなた、ごめんなさい～ 椎名ゆな（11月19日、VENUS）
- 対魔忍ユキカゼ 夏目優希 さとう遥希 椎名ゆな（11月29日、ZIZ）
- 女捜査官拷問調教 仕組まれた罠～敵アジト単独潜入監禁拘束女体凌辱ファック生中出し 椎名ゆな 結城みさ（12月13日、セレブの友）
- S級熟女コンプリートファイル 椎名ゆな4時間 其之弐（12月19日、VENUS）※単体ベスト
- 衝撃解禁!! 黒人と美熟女 椎名ゆな（12月25日、マドンナ）
- 大手レストランチェーンだと思って入社したらただの居酒屋で底意地の悪い店長に最愛の嫁を寝取られた俺（12月25日、グローバルメディアエンタテインメント）

- 町内会の行事で近所の人妻とやっちゃった俺（1月9日、AKNR）
- 僕だけの巨乳女教師ペット 椎名ゆな（1月13日、溜池ゴロー）
- 家族にバレないように兄嫁を縛っちゃった俺（1月23日、AKNR）
- 人妻がハマるパイパンエステ ～性感剃毛マッサージに濡れる秘部～ 椎名ゆな（1月25日、マドンナ）
- ディープキスに堕ちた有閑夫人 2 家庭崩壊…夫に愛されない日常を忘れ肉欲情事に溺れる不倫妻 椎名ゆな（1月25日、セレブの友）
- 厳選黒パンスト!! ぬるべちょ潮吹きディルドオナニー!（1月25日、セレブの友）
- 女教師大乱交4時間SPECIAL 椎名ゆな 波多野結衣 稲川なつめ 工藤美紗（2月1日、MOODYZ）
- 30歳オーバーの息子の嫁にムリヤリ制服を着させてやっちゃった俺（2月6日、AKNR）
- 最強AV女優軍団のチ●ポ責めに耐えたら10万円差し上げます 椎名ゆな 友田彩也香 村上涼子（2月14日、REAL）
- 椎名ゆな 8時間SPECIAL（3月7日、BeFree）※単体ベスト
- 義理の姉、義理の妹 椎名ゆな 波多野結衣（3月13日、VENUS）
- 同性愛中毒適齢期 愛し合うふたりだけの官能レズバトル!! 相思相愛密戯 椎名ゆな 立花美里（3月13日、セレブの友）
- 極上! スーパーアイドル 4時間 椎名ゆな（3月14日、Million）
- 巨乳女教師の誘惑 椎名ゆな（3月19日、OPPAI）
- ムチムチ誘惑パンチラ 従姉ちゃん、目のやり場に困ります… 椎名ゆな（4月1日、ワンズファクトリー）
- RQ ～美脚の誘惑! 中出しレースクィーン!～ 椎名ゆな（4月7日、BeFree）
- タマらなく性交したくなる淫口 椎名ゆな（4月11日、ワープエンタテインメント）
- 私、実は夫の上司に犯され続けてます… 椎名ゆな（4月13日、溜池ゴロー）
- 不謹慎相姦 はれんち未亡人 椎名ゆな（4月19日、VENUS）
- おっぱいママを狙うマセガキ同級生 3 ～僕のママが寝取られて妊娠懇願…!!～【エリート親子編】 椎名ゆな（4月24日、DEEP'S）
- 被虐催眠 ヤリ放題中出しレイプ 椎名ゆな（4月25日、マルクス兄弟）
- 禁断の縄奴隷 義父に緊縛される悦び 椎名ゆな（4月25日、グローバルメディアエンタテインメント）
- 椎名ゆな SPECIAL BEST 8時間（4月25日、美）※単体ベスト
- 椎名ゆな8時間 (BMW-060)（5月1日、ワンズファクトリー）※単体ベスト
- 椎名ゆなの凄テクを我慢できれば生☆中出しSEX!（5月1日、ワンズファクトリー）
- 童貞チ●ポと美女の卑猥な性交 2 ～溜まったザーメンを全部出し尽くしてあげる～（5月9日、BAZOOKA）
- ウブな教え子をち○ぽ汁(ザーメン)まみれにするデカチン巨乳ふたなり体育教師 椎名ゆな 湊莉久 千星はるか 初芽里奈（5月22日、DEEP'S）
- 椎名ゆな狩り（5月23日、MAX-A）※単体ベスト
- エロい腰遣いで自らのマンコの奥の奥を刺激する抜き挿し丸見え潮吹きディルドオナニー!（5月25日、セレブの友）
- 着衣ソープランド 椎名ゆな（6月1日、MOODYZ）
- 淫語で誘う寸止め焦らし痴女 ～僕を生殺しにして愉しむ妻のお姉さん～ 椎名ゆな（6月1日、Fitch）
- 汗と愛液。繰り返す絶頂。 椎名ゆな（6月1日、TEPPAN）
- 自慰快楽パラノイド4 椎名ゆな（6月13日、セレブの友）
- 受験勉強で疲れたボクを癒してくれるエッチなカテキョ（6月27日、おかず。）
- 素裸族2 東京一畳半物語 ホームレスカップル 狭い部屋の中で密着濃厚セックス 椎名ゆな（7月1日、セレブの友）
- プレミアム スタイリッシュソープ ゴールド 椎名ゆな（7月7日、PREMIUM）
- 椎名ゆなと桜井あゆの旅ビアン（7月7日、ビビアン）
- 部下に寝取られた上司の妻 4 椎名ゆな 保坂えり（7月11日、LEO）
- 椎名ゆな the BEST（7月16日、MAXING）※単体ベスト
- 黒人巨大マラ 黒人テラチ○ポ・オン・ザ・ロード 椎名ゆな編（7月25日、グローバルメディアエンタテインメント）
- 椎名ゆな 8時間BEST （8月1日、MOODYZ）※単体ベスト
- クリムゾンプリズン イカされたら敗北、恥辱ゲームに参加させられた女たち 秋山祥子 椎名ゆな 波多野結衣 大槻ひびき（8月13日、MOODYZ）
- 性格良すぎるおっぱい家政婦さん 椎名ゆな 保坂えり（9月5日、クリスタル映像）
- 猿轡レ×プ調教 椎名ゆな（9月13日、MOODYZ）
- 父が出かけて2秒でセックスする母と息子 椎名ゆな（9月13日、VENUS）
- 椎名ゆな 8時間BEST (MBYD-202)（9月13日、溜池ゴロー）※単体ベスト
- 巨乳娘とヤリ放題 椎名ゆな（9月19日、OPPAI）
- 朝から晩まで中出しセックス 13 椎名ゆな（9月25日、アイエナジー）
- 女上司 高飛車縛り 椎名ゆな（9月25日、マドンナ）
- お色気P●A会長と悪ガキ生徒会 椎名ゆな（10月2日、グローリークエスト）
- 妄想がエスカレートする若妻 3 現実を侵食する変態エロ妄想! 巨根チンポにイカされる極上女 椎名ゆな（10月13日、セレブの友）
- ゆなママとのやらしい生活 椎名ゆな（10月9日、VENUS）
- Premium BODY 椎名ゆな（10月19日、ROOKIE）※単体ベスト
- 前戯なき性交 人妻即ハメ 椎名ゆな（10月25日、マドンナ）
- 天然しぼりたて!! 椎名ゆなベスト 8時間2枚組 1（10月25日、セレブの友）※単体ベスト
- 椎名ゆなスーパーベスト4時間（11月13日、マルクス兄弟）※単体ベスト
- 椎名ゆな再び さらに濃密濃厚、燃え尽きた情熱性交。（11月19日、TEPPAN）
- 着衣してても胸の大きさが隠しきれない女の子たち（11月20日、グローリークエスト）
- 叔母の誘惑 ～僕を激しく昂ぶらせる妖艶な肉体～ 椎名ゆな（11月25日、マドンナ）
- 日焼けのコールガール 会員制高額貸し切り最上級のカラダ 椎名ゆな（11月25日、セレブの友）
- キャビンアテンダント 中出し20連発 椎名ゆな（12月6日、アイエナジー）
- 屈辱と恥辱のウエディングドレス 奴隷花嫁 椎名ゆな（12月6日、ROCKET）
- 人妻露出 温泉旅行 ～夫の異常な性癖に濡れる嫁の股間～ 椎名ゆな（12月25日、マドンナ）
- ワキ毛で誘惑する生保レディ 契約率100％必ずヤレる剛毛ワキ毛痴女濃厚セックス 椎名ゆな（12月25日、セレブの友）

- S級熟女コンプリートファイル 椎名ゆな 4時間 其之参（1月1日、VENUS）※単体ベスト
- 性交クリニック ファン感謝祭2015 超豪華S級ナース大集合!4時間スペシャル上原亜衣 篠田あゆみ 波多野結衣 有村千佳 神波多一花 椎名ゆな（1月8日、SODクリエイト）
- 椎名ゆなの凄テクで10発射精させちゃうハメっぱなし温泉旅行（1月8日、アイエナジー）
- 潜入捜査官 椎名ゆな 愛須心亜 紺野ひかる 佳苗るか（1月9日、Million）
- 薬漬けエビ反りマッサージにハマる人妻 椎名ゆな（1月13日、E-BODY）
- サラ金女社長… 転落の瞬間 4 奪われた絶対権力 ～男達のオモチャとして性奴隷調教される極上の肉体 椎名ゆな（1月13日、セレブの友）
- 貴方だけを見つめ続ける淫語中出しソープ 椎名ゆな（2月1日、Fitch）
- 未亡人の柔肌 7 椎名ゆな（2月7日、アタッカーズ）
- 喜怒哀楽 3 喜びも哀しみも全て受け入れて性快楽を貪る極美女発情腰振り3セックス 椎名ゆな（2月13日、セレブの友）
- ハイレグ強制ストリップ〜喰い込み羞恥に悶える美人女将〜 椎名ゆな（4月1日、FItch）
- 性交クリニック ファン感謝祭2015 中出し看護編 4時間スペシャル 上原亜衣 篠田あゆみ 波多野結衣 有村千佳 神波多一花 椎名ゆな（4月8日、SODクリエイト）
- 隣の若妻さん 椎名ゆな（4月13日、溜池ゴロー）
- 拘束いいなり雌マゾ飼育 最愛なる貴方に捧げる肉体イキ狂い調教奴隷凌辱中出し（4月19日、エンペラー/妄想族）
- 淫乱ビューティーグラマラス 椎名ゆなBEST8時間（12月1日、Fitch）※単体ベスト
- 丸ごと! 椎名ゆな16時間コンプリートSPECIAL!! ～男を惑わすクールビューティーの絶頂20本番!!～（12月25日、マドンナ）※単体ベスト

- 鉄板complete 椎名ゆな BEST（2月19日、TEPPAN）※単体ベスト
- 椎名ゆなベストセラーBOX（3月13日、セレブの友）※単体ベスト
- 椎名ゆな BEST vol.1（10月20日、グローリークエスト）※単体ベスト

- 飼育された人妻 檻中の監禁奴隷（2月19日、熟道/エマニエル）
- 「不世出のクールビューティー女優…そこに彼女がいたことを、絶対に忘れない。」 S級熟女フルコンプリートBOX 椎名ゆな16時間4枚組（11月19日、VENUS）※単体ベスト

- そんな弱っちい目で見ないでくださいよぉ…いつもは怖～い椎名先生（笑） 椎名ゆな（2月22日、CHoBitcH）

- 椎名ゆな The Ultimate Best 8時間（1月25日、セレブの友）※単体ベスト
- 椎名ゆな2枚組ハイパーベスト9時間31分（7月26日、セレブの友）※単体ベスト
- Extreme（過激な）オナニスト! 10 椎名ゆな ～9オナニー138分（12月27日、セレブの友）※単体ベスト

- 衝撃復活 The revival of impact 椎名ゆな 10年ぶりに乱れ輝く本気の汗だくSEX3本番（3月10日、マドンナ）
- ヌードモデルNTR 上司と羞恥に溺れた妻の衝撃的浮気映像 椎名ゆな（4月11日、マドンナ）
- 人妻秘書、汗と接吻に満ちた社長室中出し性交 『衝撃復活』スーパー美熟女、秘書シリーズ登場。 椎名ゆな（5月9日、マドンナ）
- 妻の妊娠中、オナニーすらも禁じられた僕は上京してきた義母・ゆなさんに何度も種付けSEXをしてしまった…。 椎名ゆな（6月13日、マドンナ）
- Extreme（過激な）オナニスト! 43 椎名ゆな 2 ～9オナニー155分（6月27日、セレブの友）※単体ベスト
- 妻には口が裂けても言えません、義母さんを孕ませてしまったなんて…。-1泊2日の温泉旅行で、我を忘れて中出ししまくった僕。- 椎名ゆな（7月11日、マドンナ）
- 甘い囁きに流されるまま、僕は大学を留年するまで、人妻との巣篭もりSEXに溺れて…。 椎名ゆな（8月8日、マドンナ）
- ハプニングバー 人妻NTR 「あなたのためよ…」と言っていた妻がいつしか群がる男たちに夢中になっていた。（9月12日、マドンナ）
- 『大人になっても、青春したい―。』 マドンナW専属人妻とお泊り不倫 最高級中出しスイートルーム 愛弓りょう 椎名ゆな（10月24日、マドンナ）
- 人妻晒し 表の顔は貞淑妻、裏の顔は変態妻の公開記録―。 椎名ゆな（11月14日、マドンナ）
- 『復活』あの人気シリーズが極上の美熟女で再始動―。 密着セックス ～教師と生徒が同窓会で急接近… 目覚めた不貞関係～ 椎名ゆな（12月12日、マドンナ）
- 世界一豪華な記念作!! マドンナ20周年記念 湯煙舞う中出し無制限史上初ALL専属バスツアー!! 前編 4時間OVER 2枚組!!（12月26日、マドンナ）

- 汗が滴る夏の日の69～シックスナイン～情交 俯瞰映像で見る卑猥な中年交尾 椎名ゆな（1月9日、マドンナ）
- 世界一豪華な記念作!! マドンナ20周年記念 感動と絶頂のフィナーレ 湯煙舞う中出し無制限史上初ALL専属バスツアー!! 後編 ～大競’宴’はまだまだ終わらない!! 中出し無制限の大乱交!!～（1月30日、マドンナ）
- 合鍵をもらった人妻が、男子学生が卒業するまで中出しされた一人暮らし部屋。 椎名ゆな（2月13日、マドンナ）
- ママ友に誘われたマッチングアプリで、‘推しの年下’を一緒に甘く飼い慣らす。 椎名ゆな 五十嵐美月（3月12日、マドンナ）
- 卒業式の後に…大人になった君へ義母からの贈り物―。 椎名ゆな（4月9日、マドンナ）
- 椎名ゆな The First Anniversary Best 3枚組12時間（4月30日、マドンナ）※単体ベスト
- 身も心も蕩かすひと時―。淫語 & ローションに塗れる濃密‘囁き’接吻ソープ 椎名ゆな（5月14日、マドンナ）
- 累計10万DL!! 人気NTR同人を実写化!! 原作:HGTラボ月夜のみだれ酒  ～人妻は酔い潰れた夫の側で同僚に寝取られる～ 椎名ゆな（6月11日、マドンナ）
- 悪女NTR ～あなたの夫を奪う事が私の復讐…～ 国民的イイオンナ『悪女解禁!!』 椎名ゆな（7月9日、マドンナ）
- 息子の友達の制御不能な絶倫交尾でイカされ続けて… 椎名ゆな（8月13日、マドンナ）
- 永遠に終わらない、中出し輪姦の日々。 椎名ゆな（9月10日、マドンナ）
- この雪降る寒空の下ー。露出狂の人妻を見かねて家に招き入れてしまった。 椎名ゆな（10月8日、マドンナ）
- 女教師NTR 不良生徒に最愛の妻を寝取られてー。 椎名ゆな（11月12日、マドンナ）
- 四六時中、娘婿のデカチ○ポが欲しくて堪らない義母の誘い 椎名ゆな（12月10日、マドンナ）

- 愛する夫の為に、身代わり週末肉便器。 超絶倫極悪オヤジに、孕むまで何度も中出しされ続けて…。 椎名ゆな（1月14日、マドンナ）
- ストリップ劇場で舞う人妻 椎名ゆな（2月11日、マドンナ）
- マドンナALL専属バスツアー2025 極上の美女を1人占めするのは僕だ!! 夢のハーレムを掴み取れ!! 総勢37名の大乱交SPECIAL!! 前編（2月25日、マドンナ）
- 慰安旅行NTR ～性欲を持て余した会社の上司どもに妻が輪姦された…～ 椎名ゆな（3月11日、マドンナ）
- マドンナALL専属バスツアー2025 ハーレムを掴み取った男たちが極上の美女を独占!! 酒池肉林のお祭りはまだまだ続く!! 夢の大共演 & 大乱交FESTIVAL!! 後編（3月25日、マドンナ）
- 会社の地味な人妻経理を≪濃厚マゾ潮≫吹き散らかす、俺専用の愛人に仕立て上げた―。 椎名ゆな（4月8日、マドンナ）
- 汗ほとばしる人妻の圧倒的な腰振りで、僕は一度も腰を動かさずに中出ししてしまった。 椎名ゆな（5月13日、マドンナ）
- 専属巨乳グラマラス豪華4人共演!! 町内会の打ち上げでやってきた温泉旅行に男は僕一人だけ 欲求不満な人妻たちと過ごす2泊3日 オトナの搾精修学旅行 風間ゆみ 椎名ゆな 上羽絢 橘メアリー（6月10日、マドンナ）
- 寝取らせ串刺し輪姦 愛する妻を深奥まで犯し尽くして下さい―。 椎名ゆな（7月8日、マドンナ）
- 学校で先生の裸が『黒板』だと教わった。落書きホームルーム 椎名ゆな（8月12日、マドンナ）

### アダルトVR
- 初VR 椎名ゆな 帰省中、相部屋になった親戚・ゆなさんに誘われた僕は… 最高にヌケる天井特化 & 地面特化　最高の密着感で汗だく中出しセックス!!（2023年11月24日、マドンナ）
- 椎名ゆなを超高画質8KVRで堪能!! 「私の事を寝取ってアイツに復讐してみない?」 僕の愛人はパワハラ上司の奥さん 肉欲まみれの不倫交尾で孕ませ中出しをし続けてます。（2024年5月10日、マドンナ）
- 超高画質8KVR 豊満な肉体をより立体的に体感!! ムッチムチ肉感叔母・ゆなさんの汗だく濡れスケ誘惑に耐えきれず… キン玉がカラになるほど搾精された僕。 椎名ゆな（2025年7月25日、マドンナ）

### アダルト配信
2023年
- 配信限定 ハメ撮り MADOOOON!!!! マドンナ専属女優の『リアル』解禁。 椎名ゆな（6月6日、マドンナ）

2024年
- 配信限定 ハメ撮り MADOOOON!!!! マドンナ専属女優の『リアル』解禁。SEASON2 椎名ゆな（4月2日、マドンナ）

### イメージビデオ
2023年
- Yuna 再臨のマドンナ 椎名ゆな（5月18日、REbecca）

2024年
- Yuna2 密会、禁断の逢瀬 椎名ゆな（7月18日、REbecca）
- reunion 椎名ゆな（9月25日、アースダイバー）

### 写真集
- 蜜ぱら 椎名ゆな写真集（2012年3月31日、竹書房、撮影：マキハラ ススム）ISBN 978-4-8124-8859-1 [5]
- 椎名ゆな写真集『reunion』（2024年9月24日、ジーウォーク、撮影：篠原潔）ISBN 978-4-86717-734-1 [6]

### デジタル写真集
- 椎名ゆな メタモルフォーゼ vol.1 FRIDAYデジタル写真集（2023年8月15日、講談社）
- 椎名ゆな メタモルフォーゼ vol.2 オール未公開100カット超完全版 FRIDAYデジタル写真集（2023年8月11日、講談社）
- 椎名ゆな Yunight vol.1 FRIDAYデジタル写真集（2024年8月2日、講談社）
- 椎名ゆな Yunight vol.2 FRIDAYデジタル写真集（2024年8月2日、講談社）
- 椎名ゆな Yunight vol.3 オール未公開100カット超完全版 FRIDAYデジタル写真集（2024年8月2日、講談社）
- れいむ 椎名ゆな vol.01～vol.04（2024年10月28日、ジーウォーク、撮影：篠原潔）

## 製品

### アダルトグッズ
オナホール
- Venusホール 椎名ゆな（2012年3月31日、ケイ・エム・プロデュース）
- HALL SNIPER 椎名ゆな（2014年6月25日、EXE）